# Paweł Pawłowski
Paweł Pawłowski (født 3. marts 1982) er en polsk basketballspiller som deltog i de olympiske lege 2020.